# Géza Fejérváry

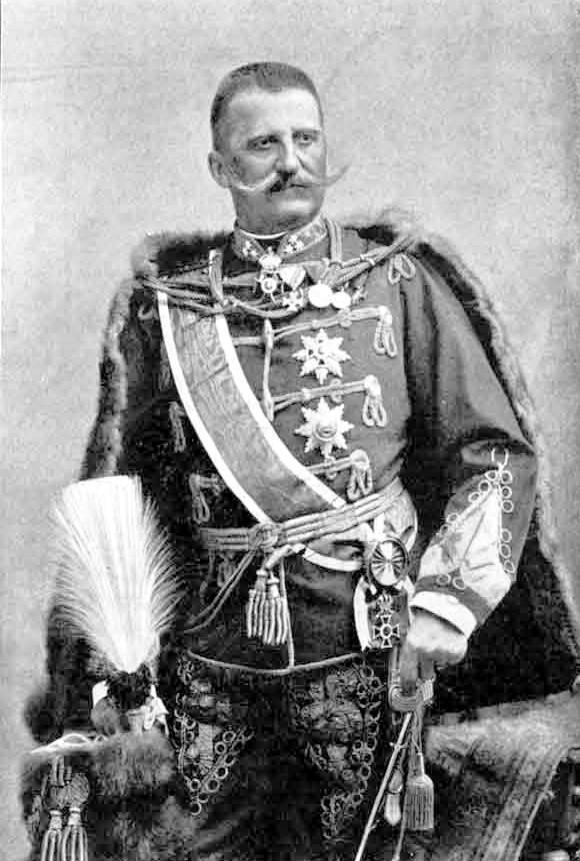
Géza Fejérváry

Baron Géza Fejérváry de Komlóskeresztes (Jaroměř, 15 maart 1833 – Wenen, 25 april 1914) was een Hongaarse generaal die tijdens de Hongaarse grondwetscrisis de functie van premier van Hongarije uitoefende van juni 1905 tot april 1906.

## Biografie
Fejérváry begon zijn carrière in het leger. Tijdens de Tweede Italiaanse Onafhankelijkheidsoorlog nam hij als kapitein deel aan de Slag bij Solferino. Voor zijn heldenmoed tijdens deze veldslag werd hij beloond met de Orde van Maria Theresia, de hoogste militaire onderscheiding in Oostenrijk-Hongarije. In 1864 voerde hij het Zesde Infanterieregiment aan in de Tweede Duits-Deense Oorlog.
In 1872 werd Fejérváry staatssecretaris op het Hongaarse ministerie voor Defensie. In 1884 werd hij minister voor deze portefeuille. Sinds 1875 mocht hij de titel van baron voeren en werd hij lid van het Magnatenhuis, het toenmalige Hongaarse hogerhuis. In 1895 wist hij koning Frans Jozef ervan te overtuigen de politieke en kerkelijke hervormingen van Sándor Wekerle te aanvaarden. Hij nam samen met premier Széll ontslag als minister in 1903.
Op 18 juni 1905 werd hij tot eerste minister benoemd. De parlementaire meerderheid in de Rijksdag verklaarde de regering-Fejérváry echter ongrondwettelijk, omdat deze niet over een meerderheid beschikte. Hierop riep de oppositie op tot een "nationale weerstand", waardoor er in sommige comitaten geen belastingen werden geïnd of geen soldaten werden gerekruteerd voor de Honvéd, het Hongaarse leger. Na een woelige politieke crisis en de militaire bezetting van de Rijksdag door de koning en Fejérváry, werd een compromis bereikt, waardoor Sándor Wekerle opnieuw premier werd. Met het heraantreden van Wekerle stopte Fejérváry's politieke carrière, en hervatte hij zijn militaire loopbaan.